# Force India VJM04
El Force India VJM04 es un monoplaza de Fórmula 1 construido por la escudería Force India para competir en la temporada 2011 de Fórmula 1. Fue pilotado por Adrian Sutil y Paul di Resta.

## Presentación
El coche fue presentado el 8 de febrero de 2011 a través de la web oficial del equipo. Sin embargo, problemas técnicos dieron al traste con la presentación y el coche fue visto por primera vez el jueves 10 de febrero de 2011 en el Circuito de Jerez.

## Temporada 2011
El equipo no tuvo un gran papel en la clasificatoria del primer Gran Premio, en Australia, pero en carrera lograron acabar en la zona de puntos.

## Resultados
(Clave) (negrita indica pole position) (cursiva indica vuelta rápida)
| Año  | Motor                   | Neu. | N.º | Pilotos       | 1   | 2   | 3   | 4   | 5   | 6   | 7   | 8   | 9   | 10  | 11  | 12  | 13  | 14  | 15  | 16  | 17  | 18  | 19  | Puntos | Pos. |
| ---- | ----------------------- | ---- | --- | ------------- | --- | --- | --- | --- | --- | --- | --- | --- | --- | --- | --- | --- | --- | --- | --- | --- | --- | --- | --- | ------ | ---- |
| 2011 | Mercedes FO 108Y 2.4 V8 | P    |     |               | AUS | MYS | CHN | TUR | ESP | MON | CAN | EUR | GBR | GER | HUN | BEL | ITA | SIN | JPN | RCO | IND | ABU | BRA | 69     | 6º   |
| 2011 | Mercedes FO 108Y 2.4 V8 | P    | 14  | Adrian Sutil  | 9   | 11  | 15  | 13  | 13  | 7   | Ret | 9   | 11  | 6   | 14  | 7   | Ret | 8   | 11  | 11  | 9   | 8   | 6   | 69     | 6º   |
| 2011 | Mercedes FO 108Y 2.4 V8 | P    | 15  | Paul di Resta | 10  | 10  | 11  | Ret | 12  | 12  | 18≠ | 14  | 15  | 13  | 7   | 11  | 8   | 6   | 12  | 10  | 13  | 9   | 8   | 69     | 6º   |